# Molen nummer 1
Molen nummer 1 was een in 1648 gebouwde, achtkantige molen in de gemeente Zuidplas. Het is de ondermolen van de schepradgang van zeven molens. Het scheprad zat vanaf de voorboezem gezien links.
De molen wordt tot Moerkapelle gerekend. Het is een poldermolen type grondzeiler gelegen aan de Rottedijk. Vroeger pompte deze molen het water uit de Wilde Veenen in de Rotte. Na het plaatsen van een gemaal werd de molen overbodig. Daarom werd de molen afgeknot (wieken en het pompsysteem werden verwijderd), zodat de molen een woonhuis werd. In 1984 verkocht het Hoogheemraadschap van Schieland de afgeknotte molen aan de vroegere molenmachinist.
Wipmolen: Hertogmolen

Afgeknotte molens: Molen nummer 1 · Molen nummer 2 · Molen nummer 3 · Molen nummer 4 · Molen de Oorsprong · Aalsmeerse molen · Molen de Platluis